# Svante Rasmuson
Svante Rasmuson (n. 18 noiembrie 1955, Uppsala, Uppsala län, Suedia) este un înotător ce a reprezentat Suedia, medaliat olimpic. A participat la 4 ediții ale Jocurilor Olimpice (1976, 1980, 1984, 1988) în care a câștigat o medalie de argint și o medalie de bronz.